# 몽골가젤
몽골가젤 또는 차강제르(Procapra gutturosa)은 소과에 속하는 중형 크기 영양의 일종으로 몽골의 중앙아시아 반건조 스텝 지대 그리고 시베리아와 중국 일부 지역에서 발견된다. 여름에 털 색깔은 연봉홍이 감도는 연한 갈색이지만 겨울에는 더 길고 희미해진다. 또한 궁둥이 부위에 하트 모양의 흰 반점이 특징적이다. 차강제르라는 몽골어 이름은 이 하얀색에서 따왔다.